# Moskau Einfach!
Moskau Einfach! ist eine Schweizer Filmproduktion. Der Film befasst sich mit der Fichenaffäre, wobei sich der Regisseur Micha Lewinsky, über den selber eine Fiche existierte, dafür entschied, den Stoff in Form einer Komödie zu bearbeiten. Die Sprache ist mehrheitlich Schweizerdeutsch. Der Film wurde überwiegend in Zürich gedreht, wo sich der Polizist Viktor undercover in das Ensemble des Zürcher Schauspielhauses einschleust.

## Inhalt

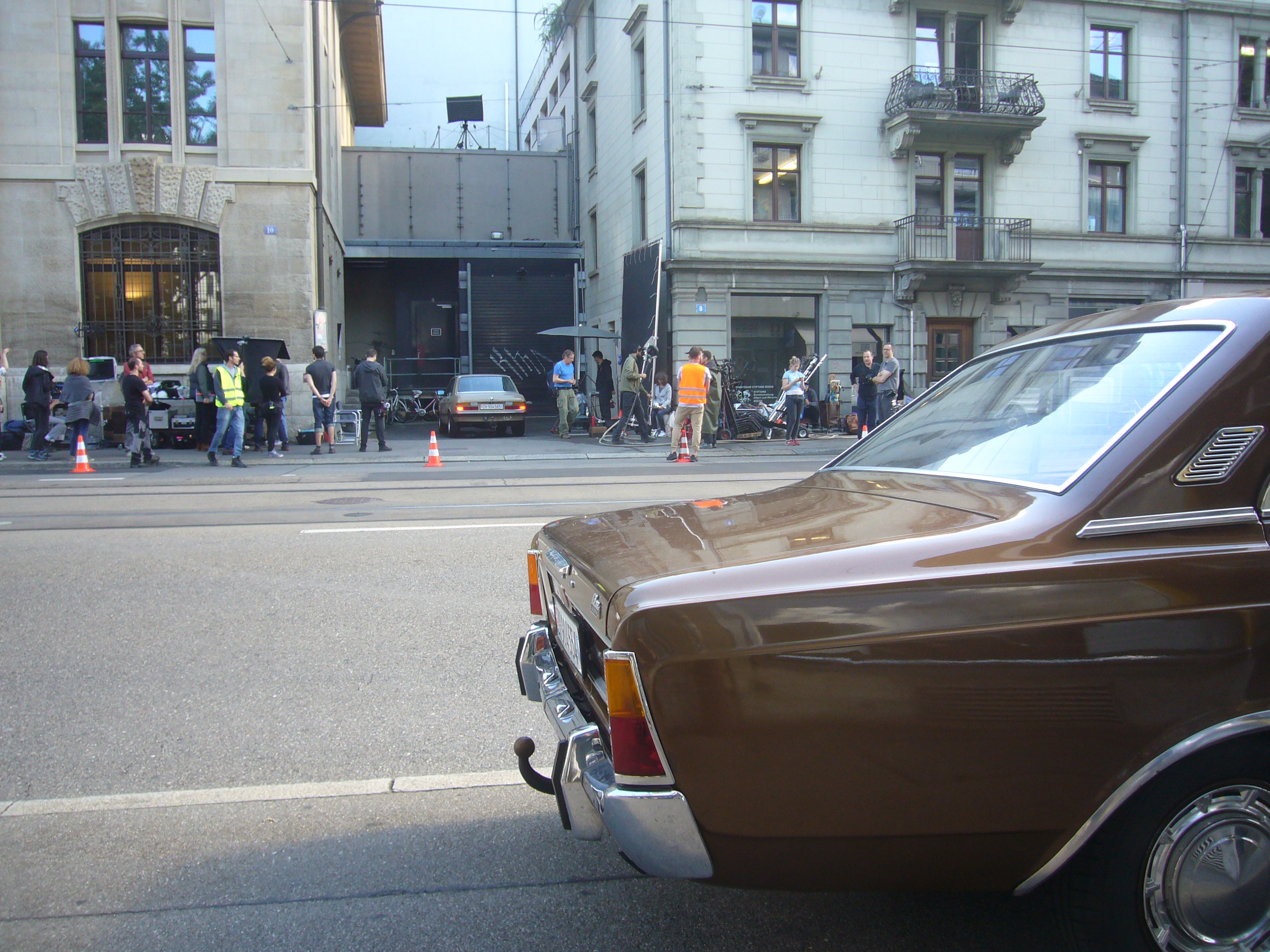
Dreharbeiten von Moskau Einfach! beim Bühneneingang des Schauspielhauses Zürich

Viktor Schuler ist Polizist und hört unter anderem Radio LoRa ab. Sein Chef verlangt von ihm, dass er sich undercover als Statist beim Schauspielhaus bewirbt, um Linke Kulturschaffende auszuhorchen, die dort unter einem Regisseur aus der DDR arbeiten. Im Verlaufe seiner Tätigkeit dort verliebt er sich trotz der ihm fremden Welt, der zunächst er mit Misstrauen begegnet, in die Schauspielerin Odile. Weil der Film im Herbst 1989 spielt, platzt die Fichenaffäre mitten in den Auftrag und damit mitten in die Romanze von Viktor und Odile.
Als Hinweis für die Auswirkungen der Fichierung ist der Portier beim Bühneneingangs zu sehen, dies ein Lehrer, der partout keine Stelle findet – erst nach dem Auffliegen der Fichen findet auch er eine Stelle.
Moskau Einfach! wurde als Eröffnungsfilm für die Solothurner Filmtage 2020 programmiert, während der offizielle Filmstart auf den 13. Februar 2020 angesetzt worden war.

## Rezeption
Kaspar Surber von der WOZ ist der Film zu brav und typisch schweizerisch konkordant, so wie das Jubiläum der Fichenaffäre anekdotisch geblieben sei. Es sei eine historische Klamotte ohne eine für Surber wichtige politische Nachricht oder gar Verantwortung. Nur einmal kippe der Film ins Böse; Odile übersteigert nach einem Liedvortrag der Gilberte de Courgenay eine patriotische Rede gegen Pazifisten bis ins Abgründige.

## Auszeichnungen
- 2020: Schweizer Filmpreis 2020 in der Kategorie Beste Darstellerin (Miriam Stein)[4][5]

## Bedeutung des Filmtitels
Mit dem Ausdruck «Moskau Einfach» kauft man an einem Schweizer Bahnschalter ein Billet ohne Retourfahrt nach Moskau.
Die Aussage "Moskau Einfach!" wurde jedoch von konservativen Kreisen, Politikern und Medien als Diskussionsblocker und Verunglimpfung gegenüber jedem, der es wagte, religiöse Dogmen der kirchlichen Institutionen, den Kapitalismus oder fehlende Gleichberechtigung zwischen Mann und Frau zu kritisieren oder sich um ein Verstehen der Sichtweise des Ostblocks bemühte oder allein schon Interesse am Ostblock hatte, verwendet. Auch Kritik am Vietnamkrieg der USA wurde mit dieser Aussage "Moskau Einfach!" abgetan. Die Aussage "Moskau Einfach!" war gewissermaßen eine Forderung, Kritiker aus der Schweiz zu verweisen. Mit dem Ende des Kalten Kriegs verlor diese Aussage allerdings ihre Bedeutung und wird seitdem praktisch nicht mehr verwendet.